# 生活困窮者
生活困窮者（せいかつこんきゅうしゃ）とは、収入や資産が少なく、生活に困っている者を表す用語である。

## 概要
主に社会生活や行政などで使用される用語である。ワーキングプアや、傷病者、ホームレス、ひとり親家庭、DV被害者、ネットカフェ難民、ひきこもり、ニート、多重債務者、破産者、犯罪被害者がこれに相当し、社会問題となっている。
なお、生活困窮者自立支援法第二条では、生活困窮者の定義はなされているが、あくまで同法の中での定義である。しかし、生活困窮者という用語は、同法制定以前から使用されており、一般の用法と同法における定義とは、必ずしも一致しない。

## 生活困窮者自立支援制度
平成27年（2015年）4月から「生活困窮者自立支援制度」が始まり、生活全般にわたる困りごとの相談窓口が全国に設置された。 居住地の自治体や社会福祉法人、NPO法人、民間企業などが相談窓口事業を実施する。
厚生労働省では、生活困窮者に対する自立支援制度を用意している。
- 自立相談支援事業 - 相談窓口で支援員が相談を受け、具体的な支援プランを作成
- 就労準備支援事業 - 6か月から1年間、一般就労に向けた基礎能力を養いながら就労支援と就労機会の提供
- 就労訓練事業 - 作業機会を提供しながら一般就労に向けた中・長期的な「中間的就労」
- 一時生活支援事業 - 一定期間、宿泊場所や衣食の提供
- 住居確保給付金の支給 - 一定期間、家賃相当額の支給
- 家計相談支援事業 - 家計状況の「見える化」、支援計画の作成、貸し付けの斡旋等
- 生活困窮世帯の子どもの学習支援 - 子どもと保護者の双方に必要な支援

### 生活困窮者自立支援法における定義
生活困窮者自立支援法においては、生活困窮者の定義について、同法第二条により『現に経済的に困窮し、最低限度の生活を維持することができなくなるおそれのある者をいう。』と定めている。